# 8. јул
8. јул (8.7.) је 189. дан године по грегоријанском календару (190. у преступној години). До краја године има још 176 дана.

## Догађаји
- 1283 — Руђер де Љурија, командант арагонске флоте је поразио у бици код Малте анжујску флоту која је пошла угуши побуну на Малти током Рата сицилијанске вечерње.
- 1497 — Португалски морепловац Васко да Гама испловио је из Лисабона на прво путовање на којем је открио морски пут за Индију око Рта добре наде.
- 1709 — Руска војска под командом цара Петра Великог победила је у бици код Полтаве трупе шведског краља Карла XII, што је означило крај шведске војне моћи.
- 1760 — Британске снаге су поразила француску војску у бици на Рестигушу, последњој поморској бици у Новој Француској током Француског и индијанског рата.
- 1822 — Перси Биш Шели, један од најзначајнијих песника енглеског романтизма, утопио се у бродолому на једрењу код Ливорна (Италија). ("Краљица Моб", „Ослобођени Прометеј“, „Шева“, „Ода западном ветру“, „Одбрана поезије“).
- 1846 — Дански краљ Кристијан VIII прогласио је да дански престо могу да наследе жене. Тако је спречио отцепљење покрајине Шлезвиг-Холштајн.
- 1858 — Велика Британија прогласила је победу над индијским устаницима, након чега је укинуто Царство могула и ликвидирана Источноиндијска компанија, а Индија је стављена под непосредну управу британске круне.
- 1920 — У Шапцу је свечано уручено француско одликовање „Ратни крст“ за хероизам и страдање његовог становништва у Првом светском рату.
- 1947 — Први пут су објављени извештаји да се НЛО срушио код Розвела у Новом Мексику.
- 1956 — У Београду је емитован први експериментални ТВ пренос, поводом прославе стогодишњице рођења Николе Тесле. Програм из привременог студија у Институту „Никола Тесла“ грађани су пратили на четрдесетак пријемника смештених у излозима продавница у разним деловима града.
- 2002 — Окружни суд у Прокупљу осудио је на осам година затвора бившег резервисту Војске Југославије Ивана Николића за злочин против цивилног становништва почињен на Косову за време НАТО бомбардовање СР Југославије 1999. То је прва пресуда пред домаћим судовима за ратни злочин почињен током рата на Косову.
- 2003 — Немачки дипломата Михаел Штајнер је, након 18 месеци на челу УНМИК-а, напустио Косово и отпутовао у Женеву на дужност амбасадора Немачке у тамошњем седишту УН. Нови шеф УНМИК-а постао је бивши фински премијер Хари Холкери.
- 2011 — У свемир је из Кејп Канаверала последњи пут лансиран шатл Атлантис, на последњу мисију једног свемирског шатла.
- 2014 — Израел је покренуо офанзиву на Газу након убиства израелских тинејџера недељу дана раније.
- 2015 — Савет безбедности УН није усвојио резолуцију поводом 20 годишњице злочина у Сребреници, пошто је Русија као стална чланица уложила вето.

## Рођења
- 1809 — Људевит Гај, хрватски политичар, лингвиста, идеолог, новинар и књижевник. (прем. 1872)[1]
- 1819 — Ватрослав Лисински, хрватски композитор. (прем. 1854)
- 1831 — Џон Пембертон, амерички биохемичар и фармацеут, најпознатији као проналазач Кока-коле. (прем. 1888)[2]
- 1838 — Фердинанд фон Цепелин, немачки инжењер и генерал, најпознатији као проналазач цепелина. (прем. 1917)[3]
- 1839 — Џон Д. Рокфелер, амерички индустријалац и филантроп, оснивач породице Рокфелер, први светски милијардер. (прем. 1937)[4]
- 1851 — Артур Еванс, британски археолог, открио локалитет Минојске културе у Кнососу на Криту. (прем. 1941)[5]
- 1857 — Алфред Бине, француски психолог. (прем. 1911)[6]
- 1867 — Кете Колвиц, немачка сликарка, графичарка и вајарка. (прем. 1945)[7]
- 1875 — Арчибалд Рајс, швајцарски криминолог, хемичар и писац. (прем. 1929)[8]
- 1885 — Ернст Блох, немачки филозоф, зачетник филозофије утопизма. (прем. 1977)[9]
- 1885 — Хуго Бос, немачки модни дизајнер и предузетник, оснивач модне куће Хуго Бос. (прем. 1948)[10]
- 1894 — Пјотр Леонидович Капица, руски физичар, добитник Нобелове награде за физику (1978). (прем. 1984)[11]
- 1895 — Игор Там, руски физичар, добитник Нобелове награде за физику (1985). (прем. 1971)[12]
- 1906 — Филип Џонсон, амерички архитекта. (прем. 2005)[13]
- 1908 — Нелсон Рокфелер, амерички бизнисмен и политичар, 41. потпредседник САД. (прем. 1979)[14]
- 1926 — Дејвид Малет Армстронг, аустралијски филозоф. (прем. 2014)[15]
- 1932 — Петар Лаловић, српски редитељ. (прем. 2015)[16]
- 1936 — Габи Новак, хрватска певачица. (прем. 2025)
- 1944 — Џефри Тамбор, амерички глумац.[17]
- 1951 — Анџелика Хјустон, америчка глумица, редитељка, продуценткиња, списатељица и модел.[18]
- 1951 — Богдан Шолаја, српски хемичар.[19]
- 1955 — Владислава Владица Милосављевић, српска глумица.[20]
- 1958 — Кевин Бејкон, амерички глумац и музичар.[21]
- 1959 — Роберт Непер, амерички глумац.[22]
- 1961 — Ендру Флечер, енглески музичар и ди-џеј, најпознатији као суоснивач, клавијатуриста и басиста групе Depeche Mode. (прем. 2022)[23]
- 1962 — Иван Јовановић, српски фудбалер и фудбалски тренер.[24]
- 1963 — Роки Керол, амерички глумац и редитељ.[25]
- 1967 — Жељко Танасковић, српски одбојкаш и одбојкашки тренер.[26]
- 1968 — Били Крудап, амерички глумац.
- 1970 — Бек, амерички музичар и музички продуцент.[27]
- 1970 — Тод Мартин, амерички тенисер.[28]
- 1970 — Мира Шкорић, српска певачица.
- 1972 — Виорел Молдован, румунски фудбалер и фудбалски тренер.[29]
- 1974 — Драгослав Јеврић, српски фудбалски голман.[30]
- 1974 — Гоца Тржан, српска певачица.[31]
- 1974 — Жана Фриске, руска глумица, музичарка и модел. (прем. 2015)[32]
- 1976 — Љубомир Бандовић, српски глумац.
- 1977 — Кристијан Абијати, италијански фудбалски голман.[33]
- 1977 — Мајло Вентимилија, амерички глумац, редитељ и продуцент.[34]
- 1980 — Роби Кин, ирски фудбалер.[35]
- 1981 — Анастасија Мискина, руска тенисерка.[36]
- 1982 — Софија Буш, америчка глумица.[37]
- 1982 — Хаким Ворик, амерички кошаркаш.[38]
- 1986 — Сони Вимс, амерички кошаркаш.[39]
- 1986 — Имани Роуз, америчка порнографска глумица.[40]
- 1987 — Маја Беровић, босанскохерцеговачко-српска певачица.
- 1988 — Жандер, бразилски фудбалер.[41]
- 1989 — Стеван Јеловац, српски кошаркаш. (прем. 2021)[42]
- 1991 — Вирџил ван Дајк, холандски фудбалер.[43]
- 1992 — Сон Хјунгмин, јужнокорејски фудбалер.[44]
- 1998 — Џејден Смит, амерички хип хоп музичар и глумац.[45]
- 1998 — Маја Хок, америчка глумица, музичарка и модел.[46]
- 2001 — Рил Даунс, канадска глумица.[47]

## Смрти
- 518 — Анастасије I, источноримски (византијски) цар, велики реформатор новчаног и пореског система Царства. (* отприлике 431)
- 1822 — Перси Биш Шели, енглески песник. (* 1792)[48]
- 1859 — Оскар I, шведски краљ (1844—59). (* 1799)[49]
- 1942 — Луј Феликс Франсоа Франше Депере, француски маршал. (* 1856)[50]
- 1943 — Жан Мулен, познат као „Макс“, лидер француског Покрета отпора. (* 1899)[51]
- 1967 — Вивијен Ли, енглеска позоришна и филмска глумица, двострука добитница Оскара за најбољу главну глумицу. (* 1913)[52]
- 1979 — Шиничиро Томонага, јапански физичар. (* 1906)[53]
- 1994 — Ким Ил Сунг, комунистички лидер Северне Кореје. (* 1912)[54]
- 1998 — Душан Вукотић, српски редитељ, сценариста и аниматор, добитник Оскара. (* 1927)[55]
- 2000 — Константин Винавер, пијаниста, музиколог и оперски драматург. (* 1930)[56]
- 2011 — Бети Форд, бивша Прва дама САД, супруга 38. Председника САД Џералда Форда. (* 1918)[57]
- 2012 — Ернест Боргнајн, амерички глумац, добитник Оскара за најбољег главног глумца 1955. године. (* 1917)[58]

## Празници и дани сећања
- Српска православна црква слави:
  - Преподобну мученицу Февронију
  - Преподобног Дионисија